# Nador West Med
Nador West Med  is een haven in aanbouw in de de baai van Betoya, dertig kilometer ten westen van de Marokkaanse stad Nador. 
De werkzaamheden begonnen in 2016 en waren initieel gepland voor een periode van vijf jaar. Door corona uitbraak werd in 2020 verwacht dat de haven eind 2024 klaar zal zijn en in 2025 in gebruik wordt genomen. De internationale aanbesteding voor de bouw van de haven van Nador West Med werd gewonnen door een consortium bestaande uit de Marokkaanse groep SGTM, het Luxemburgse baggerbedrijf Jan De Nul Group en de Turkse groep STFA, voor 7,61 miljard dirham (ongeveer 800 miljoen dollar).

## Gebruik
De haven zal worden gebruikt als een containerhaven, olieoverslag, goederenhaven voor koolwaterstoffen, steenkool en stukgoed. 

## Havencomplex
Dit havencomplex zal een grote diepwaterhaven omvatten, een energiehub (productie, verpakking, opslag), een havenplatform met containeroverslag, import-export en verwerking van bulkproducten en een geïntegreerd industrieel platform dat openstaat voor nationale en buitenlandse investeerders.
De haven heeft een beschermende hoofdgolfbreker van ongeveer 4.300 meter en een golfbreker van 1.200 meter. Het omvat een petroleum-terminal met drie tanker-aanlegplaatsen (20 meter diep) en een kolenterminal met een kade van 360 meter en een diepte van 20 meter. Daarnaast is er een algemene terminal, een roll-on-roll-off ligplaats, een servicedok en een containerterminal met een kade van 1.520 meter (18 meter diep).
Nador West Med zal ook over een belastingvrije zone van bijna 8000 hectare beschikken.

## Spoor en wegen
De haven wordt aangesloten op de nieuwe snelweg Guercif - Nador West Med en op een spoorlijn.